# Svatobor (Berg)
Der Svatobor (deutsch Swatobor, auch Heiliger Hain) ist ein 845 m hoher Berg in Tschechien. Er liegt zweieinhalb Kilometer westlich von Sušice in der zum Böhmerwaldvorland gehörigen Svatoborská vrchovina (Swatobor-Bergland). Auf dem bewaldeten Berg befinden sich ein Aussichtsturm und ein Fernsehturm.

## Geographie

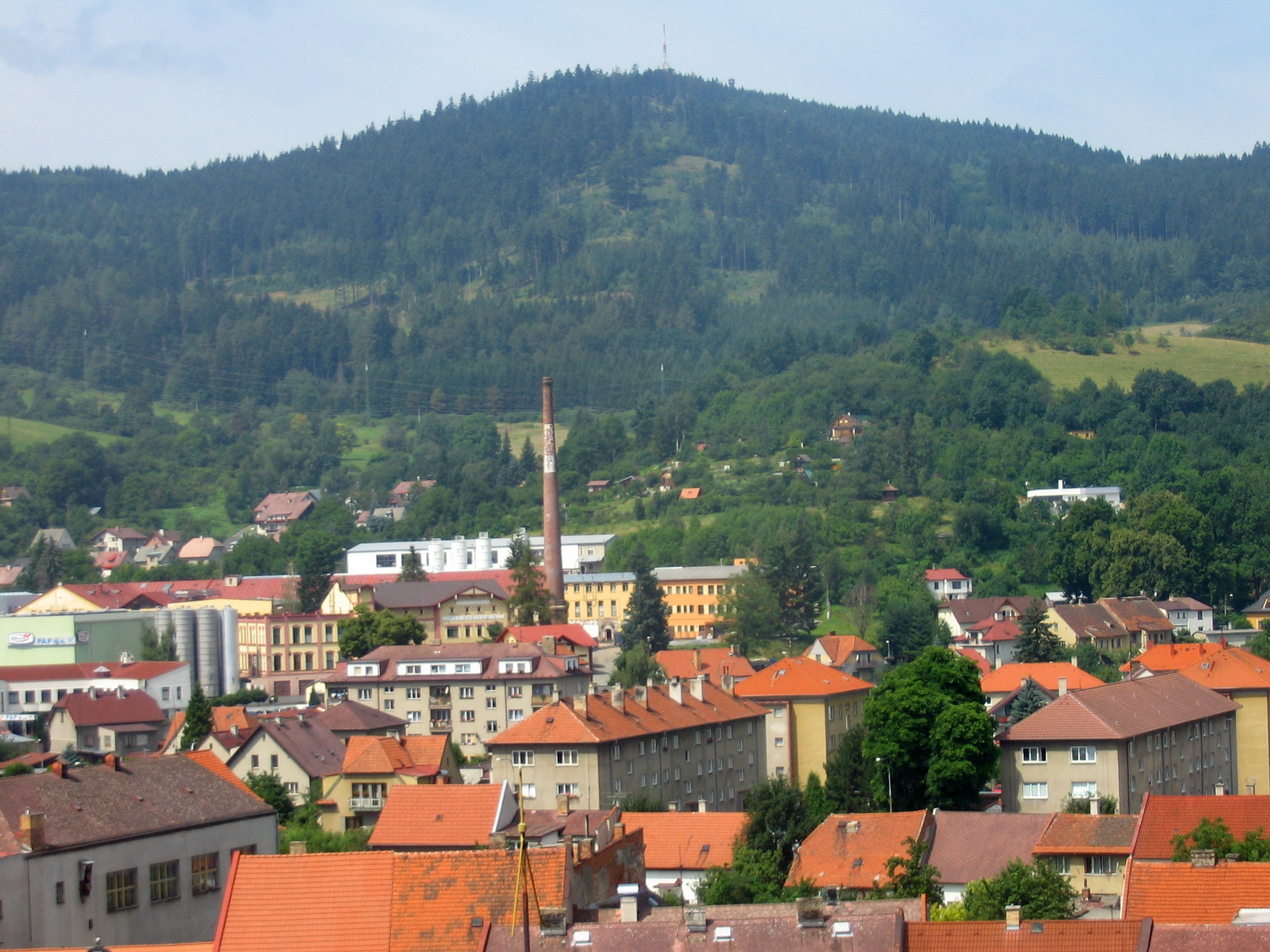
Blick von Sušice zum Svatobor

Der Svatobor erhebt sich linksseitig über dem Tal der Otava. Gegen Süden liegt das Tal der Volšovka, dahinter findet der Gebirgskamm seine Fortsetzung in der Volšovská Stráž (790 m) und der Nuzerovská Stráž (802 m). Am nordwestlichen Fuß des Berges fließt der Bach Kalný potok. Von Hrádek führt über Odolenov und Odolenka eine Straße zum Aussichtsturm.
Unterhalb des Aussichtsturms stehen ein stählerner Sendeturm sowie der Fernsehturm Svatobor.
Umliegende Orte sind Odolenka und Hrádek im Norden, Tedražice im Nordosten, Sušice im Osten, Červené Dvorce, Horní Dvorce, Volšovy und Dolní Staňkov im Süden, Františkova Ves, Petrovice u Sušice, Posobice und Dohaličky im Südwesten, Žikov, Částkov und Svojšice im Westen sowie Břetětice und Odolenov im Nordwesten.

## Geschichte
Archäologische Funde belegen eine frühzeitliche Besiedlung des Svatobor. Am Fuße des Berges befand sich eine aus halbvertieften Grubenhäusern mit Abmessungen von viereinhalb x drei Metern bestehende mittelsteinzeitliche Siedlung aus der Zeit zwischen 10.000 und 8000 v. Chr., in der auch zahlreiche Bruchstücke von Steinwerkzeugen gefunden wurden.
Um den Berg rankt sich der Mythos von einem Heiligen Eichenhain des slawischen Donnergottes Perun. Nach der slawischen Landnahme sollen sich auf dem Svatobor eine Burgstätte und ein heidnischer Opferplatz befunden haben. Jedoch ist deren Existenz nicht nachweisbar. Ein zunächst für eine altslawische Götterfigur mit ausgestreckten Armen gehaltener Fund aus dem 18. Jahrhundert erwies sich bei näherer Untersuchung als ein gotischer Kandelaber.
Nachweislich ist am Svatobor ein Begräbnisplatz der slawischen Siedlung Sušice, der 1881 beim Bau der neuen Zündholzfabrik aufgefunden wurde. Zu den Grabbeilagen gehörten neben Perlen auch ein während der Herrschaftszeit des Königs Vratislav I. geprägter Denar. Eine archäologische Untersuchung des aus ca. 100 Gräbern bestehenden Gräberfeldes wurde jedoch nicht vorgenommen.
Bei der nördlich des Gipfels befindlichen Quelle Wodolenka (Odolenka) ist seit dem 17. Jahrhundert ein Badehaus nachweislich. Der Besitzer der Herrschaft Hradek Desfours, Johann Ferdinand von Desfours, ließ 1748 am Westabhang in der Nähe des legendären Wodolinka-Grabes die Kapelle Mariahilf erbauen.
Im Jahre 1868 wurde am Svatobor durch den Bezirkshauptmann Josef Ambrož Gabriel und dem Schulinspektor Tichý einer der Grundsteine für das Prager Nationaltheater ausgewählt. Die 13 cm starke rote Steintafel mit einer Abmessung von 48 × 45 cm ist der Grundstein Nr. 14. An dem Felsen, wo der Stein gebrochen wurde, entstand später die Herberge.
Zwischen 1894 und 1898 ließen auf Initiative von Vojtech Maštovský Schüttenhofener Einwohner mit Unterstützung von Vereinen und der Stadt auf dem Berg einen Aussichtsturm errichten. Das nach Plänen des Architekten Vratislav Pasovský vom örtlichen Baumeister Václav Rudolf Mirvald für 3740 Gulden errichtete 25 m hohe Bauwerk wurde am 7. September 1898 eingeweiht. Die offene Aussichtsplattform mit Zinnen erwies sich jedoch als nachteilig; bereits 1904 hatten Wind, Wetter und Nässe dem Mauerwerk so zugesetzt, dass eine Reparatur notwendig wurde. Dabei wurde die Zinnenplattform zu einer mit Zinkblech gedeckten Laterne mit zwölf verglasten Fenstern aufgemauert. Dadurch erreichte der Turm eine Höhe von 28 Metern. Im Jahre 1900 wurde durch den Baumeister Mirvald auf dem Svatobor eine bewirtschaftete hölzerne Herberge für Touristen errichtet, die am 7. September 1900 eröffnet wurde. Am 1. November 1905 brannte die Herberge nieder; der Schaden wurde über die Versicherung abgedeckt, die Hütte jedoch nicht wieder aufgebaut. Für den Aussichtsturm bestand seit 1905 ebenfalls ein Versicherungsschutz; jedoch bereitete seine Standsicherheit zunehmend Besorgnis, da die verwendeten Baumaterialien offensichtlich nicht den besonderen Witterungsbedingungen auf einem Berggipfel gerecht wurden. 1907 wurde der Turm deshalb mit Eisenbändern und eisernen Reifen stabilisiert. In der Folgezeit zeigten sich weitere kleinere Risse im Mauerwerk; vor allem aus der Ferne wurde deutlich sichtbar, dass der Turm inzwischen auch schief stand. Der Baumeister Mirvald teilte die Befürchtungen eines bevorstehenden Einsturzes nicht, dennoch erteilte der besorgte Verein im Jahre 1915 dem Baumeister Holeček den Auftrag zur Reparatur. Deren ursprünglich auf 921 Kronen angesetzten Kosten wurden deutlich überschritten und betrugen letztendlich 2287 Kronen; da sich die Stadt zu einer Kostenbeteiligung nicht in der Lage sah, musste Holeček lange auf die Begleichung seiner Rechnung warten. Nachdem 1933 ein Überhang von 1,78 Metern festgestellt wurde, erfolgte der Beschluss zum Abriss des schiefen Aussichtsturmes und Errichtung eines neuen Turmes.
Der Abriss und Neubau wurde dem Schüttenhofener Baumeister Karel Houra übertragen. Dieser ließ vom 6.–8. Mai 1934 den alten Turm abbrechen. Die 165 m³ Steine des alten Turmes bildeten zusammen mit 203 m³ bei Odolenka gebrochenen Granitsteinen die Ausgangsgrundlage für den Bau des neuen Turmes. Danach entstand in dreimonatiger Bauzeit ein neuer steinerner Aussichtsturm, der am 12. August 1934 eingeweiht wurde. Der zum Transport des Baumaterials angelegte Fahrweg von Odolenov auf den Gipfel wurde zu einer touristischen Straße ausgebaut, so dass Ausflügler den Aussichtsturm auch mit dem Auto erreichen konnten. 1935 ließ der Klub českých turistů eine Bergbaude an den Turm anbauen. Die Baukosten für Turm und Baude betrugen zusammen 250.000 Tschechoslowakische Kronen.
1940 wurde am Svatobor ein Silbermünzschatz aus dem Dreißigjährigen Krieg gefunden.
Zwischen 1968 und 1970 entstand auf der Wiese unterhalb des Gipfels ein Fernsehturm. Am Svatobor befindet sich außerdem eine Startrampe für Gleitschirmflieger.

## Bauwerke und Anlagen
- Der 31,6 m hohe Aussichtsturm mit rundem Grundriss entstand 1934 in 839 m. ü. M. nach einem Projekt des Baumeisters Karel Houra, der auch das Rachelhaus entwarf. Er ist drei Meter höher als sein Vorgänger, der von 1898 bis 1934 auf dem Berg stand. Der Aufstieg zum Aussichtsgeschoss erfolgt über 182 Holzstufen.
- Chata Svatobor, die Bergbaude im alpinen Stil mit Gaststätte und 13 Zimmern wurde 1935 ebenfalls durch Karel Houra erbaut. Das ursprüngliche Projekt sah einen eingeschossigen Bau mit Flachdach vor. Während der Bauphase konnte Houra den Schüttenhofener Bürgermeister Seitz in einem zehnstündigen Gespräch von einer Aufstockung und der Einrichtung der Fremdenzimmer überzeugen.
- Fernsehturm Svatobor, das 68,5 m hohe Bauwerk wurde 1970 in Betrieb genommen. Es besteht aus einem 32 m hohen sechsgeschossigen  Betonturm von 8,5 m Durchmesser, der einen Antennenmast von 36,5 m Höhe trägt. Ab 1972 war der Turm mit einer Person, ab 1974 mit drei Personen und ab 1975 mit fünf Personen besetzt; seit 2002 erfolgt der Betrieb unbemannt. Der Turm gehört heute der České Radiokomunikace, a.s. und ist mit Antennen für Mobilfunk, Internet, Rundfunk sowie Digital- und Analogfernsehen ausgestattet.[2] Oberhalb des Fernsehturmes befindet sich ein weiterer Sendeturm in Stahlkonstruktion.
- Startrampe für Gleitschirmflieger unterhalb des Fernsehturmes, sie befindet sich auf den Ruinen der Keller der 1905 abgebrannten Herberge.
- Scheinostovo zátiší (Scheinostruh), die Anlage am östlichen Fuße des Berges wurde 1927 durch das Unternehmen Solo zum Gedenken an František Scheinost errichtet. Der Altan wurde von Jindřich Freiwald entworfen. Vor dem Zweiten Weltkrieg wurde die Anlage zu einem beliebten Ziel für Sonntagsausflüge.
- Hadí stezka (Hungersteig), der Weg entstand unter Bürgermeister Jan Seitz in den 1930er Jahren im Zuge einer Arbeitsbeschaffungsmaßnahme als kürzeste Verbindung vom Scheinostovo zátiší auf den Gipfel. Der seit dem Zweiten Weltkrieg verwachsene Steig wurde im Jahre 2010 wieder hergestellt.

## Aussicht
Vom Aussichtsturm bietet sich ein weiter Panoramablick über das Böhmerwaldvorland und zum Böhmerwald. Im Nordosten sind die Burg Rabí, der Prácheň und am Horizont der Hügel der Středočeská vrchovina sichtbar, östlich das Otavatal mit der Stadt Sušice und der Kalovy (Kallowberg), im Südosten der Sedlo (Hefenstein), der Zámecký vrch (Schlossberg) mit der Burg Kašperk, der Ždánov (Zosumberg) und der Javorník (Jawornik), südlich die Volšovská Stráž und Nuzerovská Stráž (Wartberg) und im Südwesten der Böhmerwaldkamm mit dem Sokol (Antigelberg), der Huťská hora (Knappenberg), dem Poledník (Mittagsberg), der Ždánidla (Steindlberg), dem Lackenberg (Plesná), dem Großen Arber, der Jezerní stěna (Seewand), dem Pancíř (Panzer) und dem Můstek (Brückelberg) sowie westlich und nordwestlich das Hügelland um Klatovy.